# Grunchia pilusa
Grunchia pilusa är en insektsart som beskrevs av Blocker 1982. Grunchia pilusa ingår i släktet Grunchia och familjen dvärgstritar. Inga underarter finns listade i Catalogue of Life.